# Vida (escultura)
La escultura urbana conocida por el nombre Vida, ubicada en la plaza Donantes de Sangre (barrio de Pumarín), en la ciudad de Oviedo, Principado de Asturias, España, es una de las más de un centenar que adornan las calles de la mencionada ciudad española.
El paisaje urbano de esta ciudad,  se ve adornado por  obras escultóricas, generalmente monumentos conmemorativos dedicados a personajes de especial relevancia en un primer momento, y más puramente artísticas desde finales del siglo XX.
La escultura, hecha en bronce dorado, es obra de Luis Sanguino, y está datada en 1999.
“Vida”, inaugurada el 11 de junio de 1999, siendo alcalde Gabino de Lorenzo; es una escultura simbólica, que sigue un estilo figurativo y purista, típico de Luis Sanguino. En ella se puede ver a una madre jugando con su hija a lanzarla al aire, las dos desnudas. A través de esta escultura, la ciudad de Oviedo homenajea a la Hermandad de Donantes de Sangre en su aniversario.
La plaza Donantes de Sangre, sita en el barrio de Pumarín, fue urbanizada por la sociedad Cinturón Verde, la cual suprimió el terraplén y la vía del tren y desmontó el puente de Pumarín, siguiendo la planificación municipal que pretendía aprovechar el espacio que la Ciudad ganaba al eliminar las vías férreas, las cuales oprimían el desarrollo de Oviedo desde su instauración en el siglo XIX.